# カルロス・セデーノ
カルロス・アルベルト・セデーノ（Carlos Alberto Cedeno、1985年10月23日 - ）は、ベネズエラ・ボリバル州出身のバスケットボール選手である。ポジションはガード。

## 来歴
国内リーグのLPB、Guaiqueriesでプレーし、2006世界選手権にベネズエラ代表として出場。
大会後、母国を離れ、NBAデベロップメント・リーグのベーカーズフィールド・ジャムと契約。田臥勇太のチームメイトとなったが、期待通りの活躍はできず11月22日解雇。
年明け後、ポーランドのポロニア・ワルシャワに入団。